# Bardot (équidé)
Vous lisez un « article de qualité » labellisé en 2013.
Pour les articles homonymes, voir Bardot.
Ne doit pas être confondu avec Mulet.
Parent  mâle  de l'hybridation 
  Equus caballus 
×

Parent  femelle  de l'hybridation 
  Equus asinus 
Le bardot, ou bardeau est un équidé hybride issu du croisement d'un étalon et d'une ânesse. Il est parfois confondu avec le mulet et la mule, issus du croisement inverse entre un âne mâle et une jument. Hormis par la taille, le bardot est un peu plus proche du cheval que de l'âne, notamment en raison de ses caractéristiques physiques et de sa préférence pour le hennissement.
Le bardot est statistiquement stérile, en raison du nombre impair de ses chromosomes, hérités de ses deux parents. Les cas de bardots ayant procréé, relatés dans la littérature depuis des siècles, étaient considérés avec scepticisme par la communauté scientifique. Depuis les années 1980, plusieurs études ont prouvé qu'une minorité de bardots femelles sont capables de se reproduire, certainement grâce à la grande proximité génétique entre le cheval et l'âne.
Bien qu'il soit théoriquement apte aux mêmes utilisations que le mulet, le bardot n'a jamais eu d'importance économique particulière. Il résulte généralement d'un accident pour ses éleveurs. Le faible taux de fécondité d'un croisement entre étalon et ânesse le rend inintéressant. Il est réputé pour posséder moins de qualités que le mulet, n'ayant ni la force du cheval, ni la robustesse de l'âne.

## Description

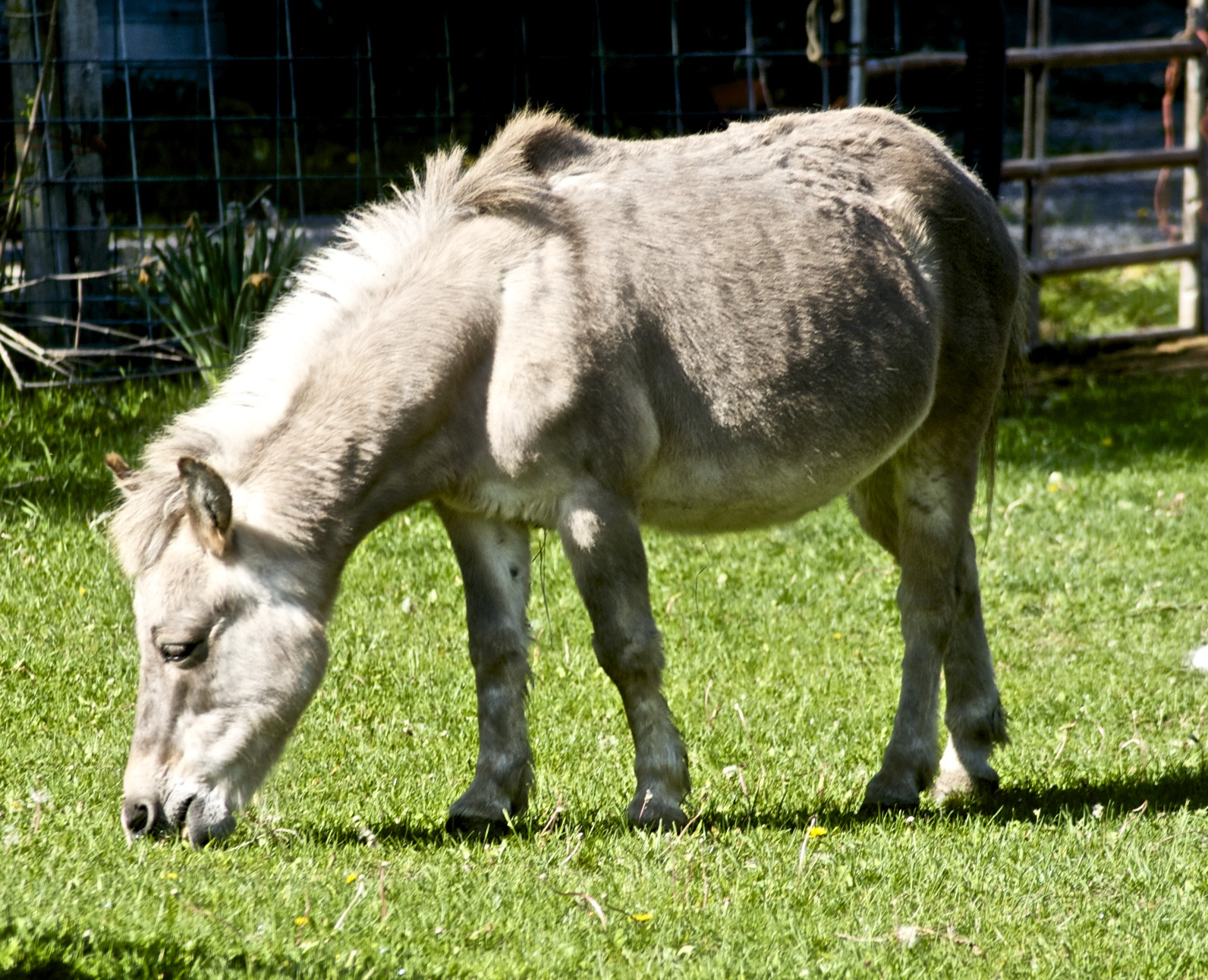
Un bardot en train de brouter.

Le bardot est un hybride interspécifique de la famille des équidés, répartie en trois sous-genres, celui des ânes, celui des chevaux et celui des zèbres. Tous sont capables de se reproduire entre eux, ces croisements étant réciproques. C'est le cas du croisement entre Equus caballus (le Cheval domestique) et Equus asinus (l'Âne commun), qui donne le bardot dans le cas d'une reproduction entre l'étalon (cheval mâle) et l'ânesse (âne femelle). Un croisement réciproque donne le mulet, issu d'un baudet (âne mâle) et d'une jument. L'hybridation relativement facile entre les chevaux et les ânes, exempte généralement d’anomalies de développement, laisse à supposer une distance génétique courte entre ces deux espèces. Tous les hybrides équins héritent d'un phénotype intermédiaire entre leurs deux parents. Le bardot possède des caractéristiques physiques issues de l'étalon et de l’ânesse. Il n'existe pas de moyen certain, en dehors du test ADN, permettant de le différencier à coup sûr d'un mulet.
Il n'existe qu'un nombre réduit d'études consacrées à cet hybride (généralement au sujet de sa fertilité et de la reproduction de ses parents), de nombreuses légendes et des opinions invérifiables circulent à son sujet.

### Morphologie
Les bardots sont extérieurement assez  proches des mulets, hybrides d'âne et de jument, et peuvent se révéler difficiles à distinguer de ces derniers. Seule une minorité de personnes, généralement des experts des mulets, sont capables de les distinguer sur leur aspect physique.

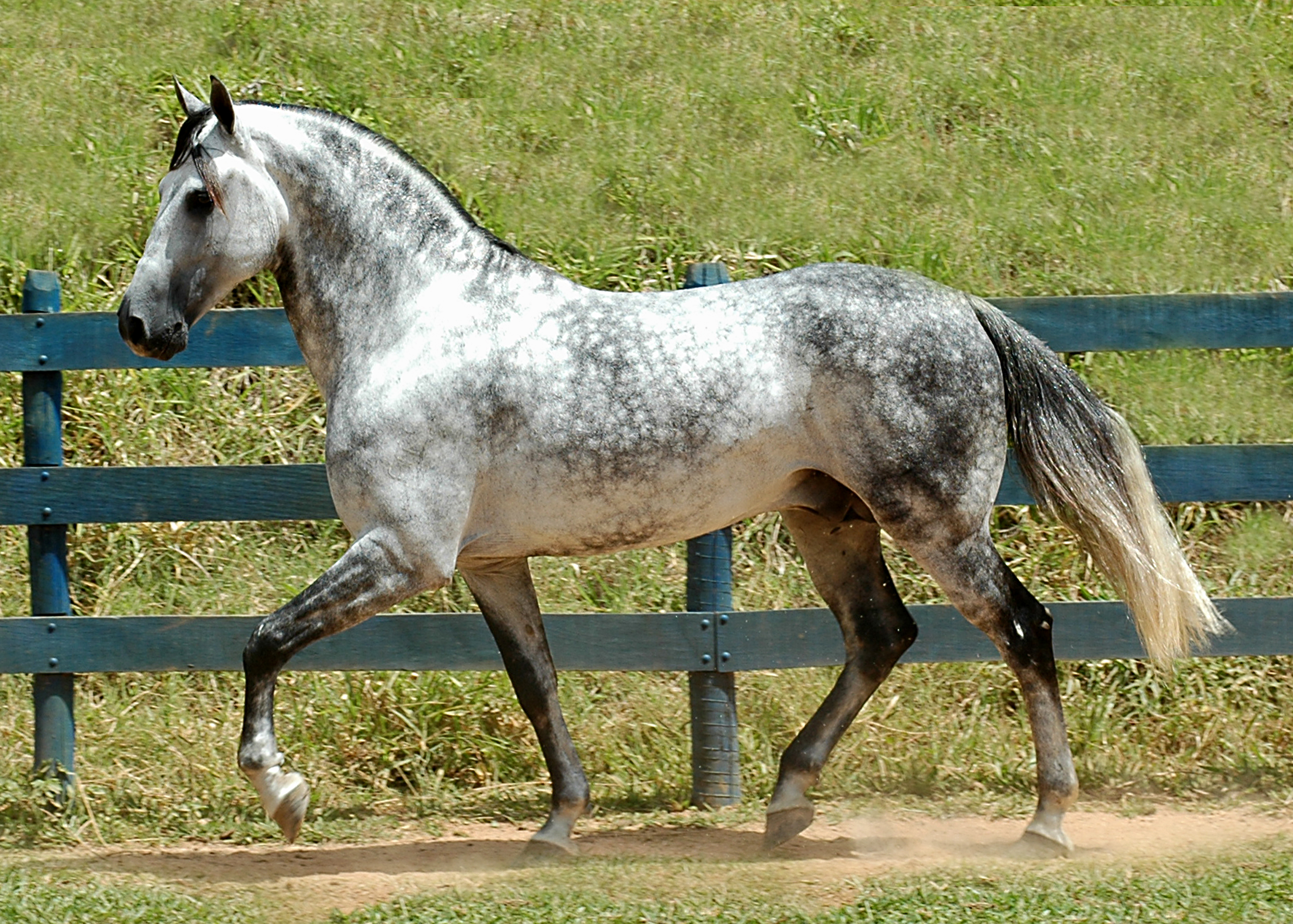
Un étalon, parent mâle de l'hybridation.
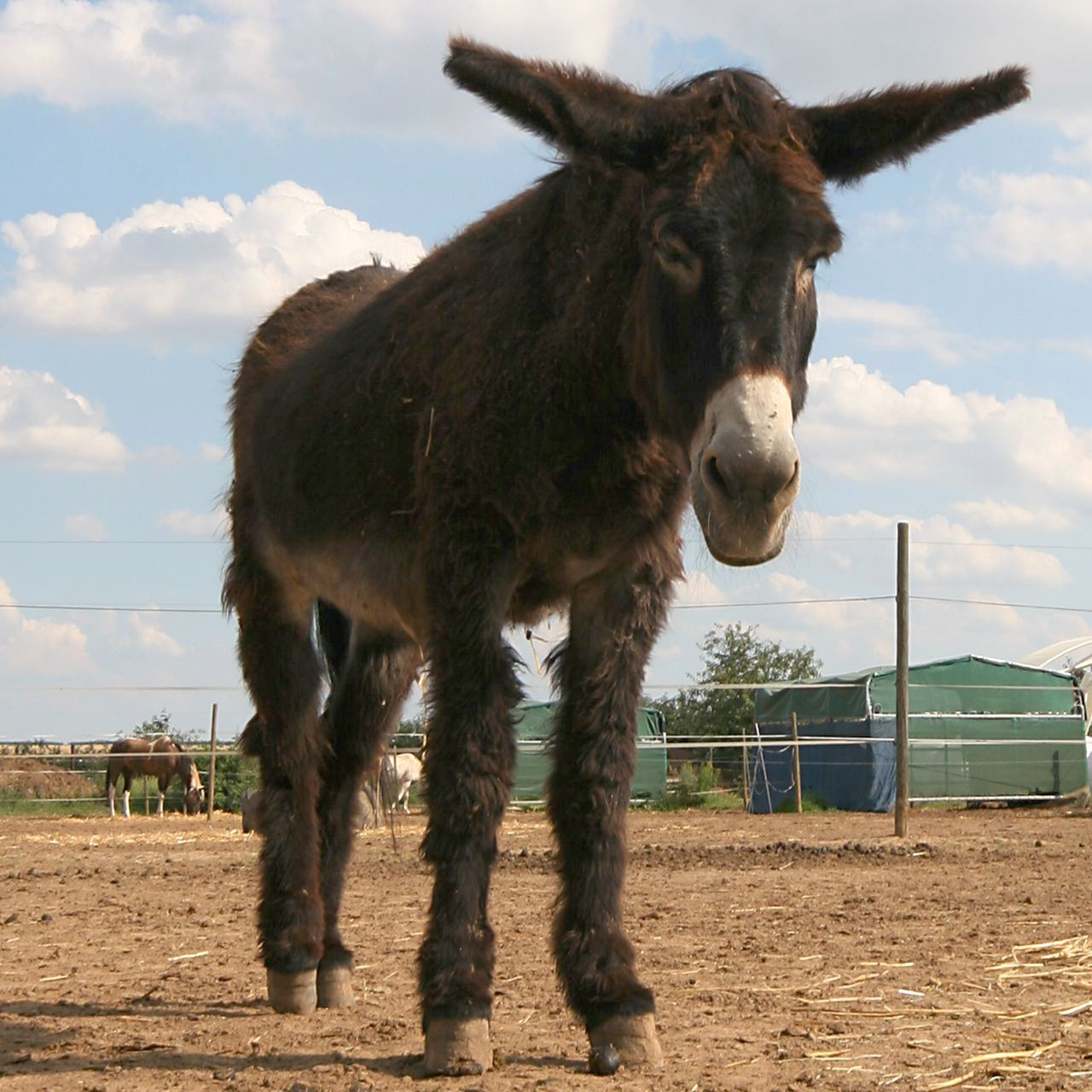
Une ânesse, parent femelle de l'hybridation.

Quelques caractéristiques les rapprochent davantage du cheval. En particulier, le bardot présente un corps légèrement plus arrondi et une croupe qui l'est également davantage à son extrémité, comme chez le cheval. Ses oreilles, un peu plus longues que celles du cheval, sont néanmoins plus courtes en moyenne que celles du mulet, et constituent le moyen le plus sûr de le reconnaître. Son garrot est plus large, et ses jambes sont plus droites que chez le mulet. Sa queue est recouverte de crins sur toute sa longueur.

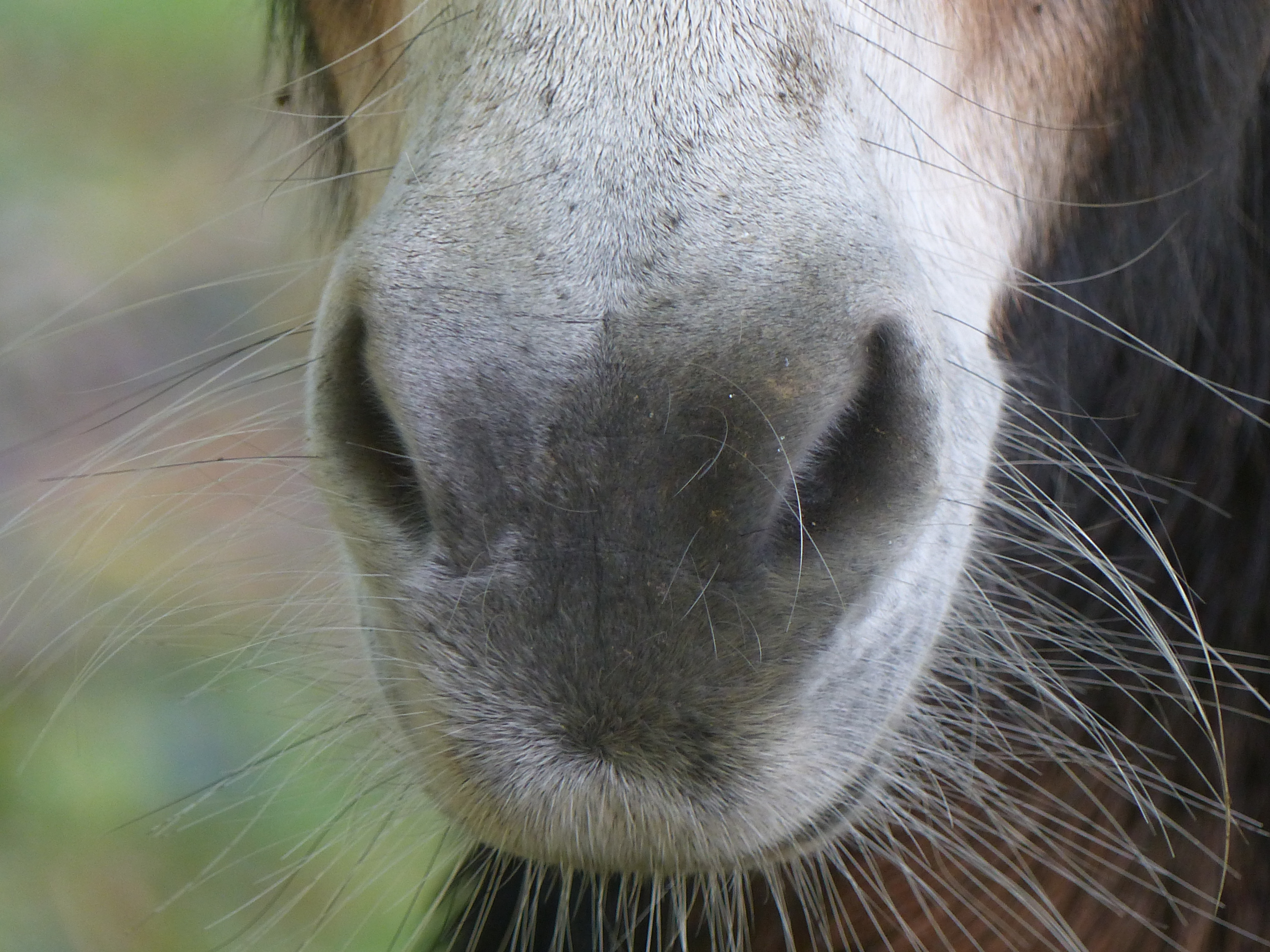
Museau et vibrisses.
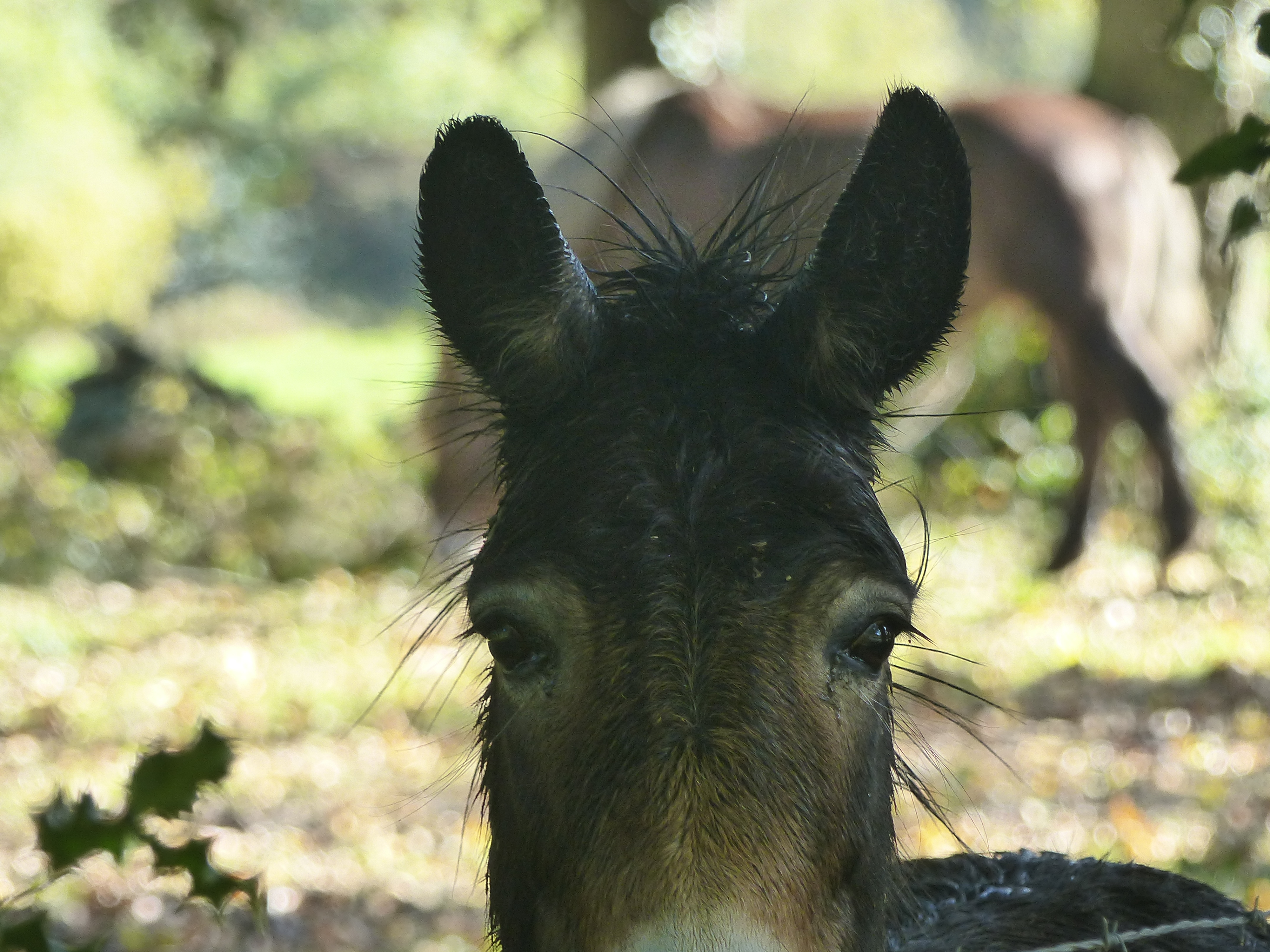
Oreilles et haut de la tête.
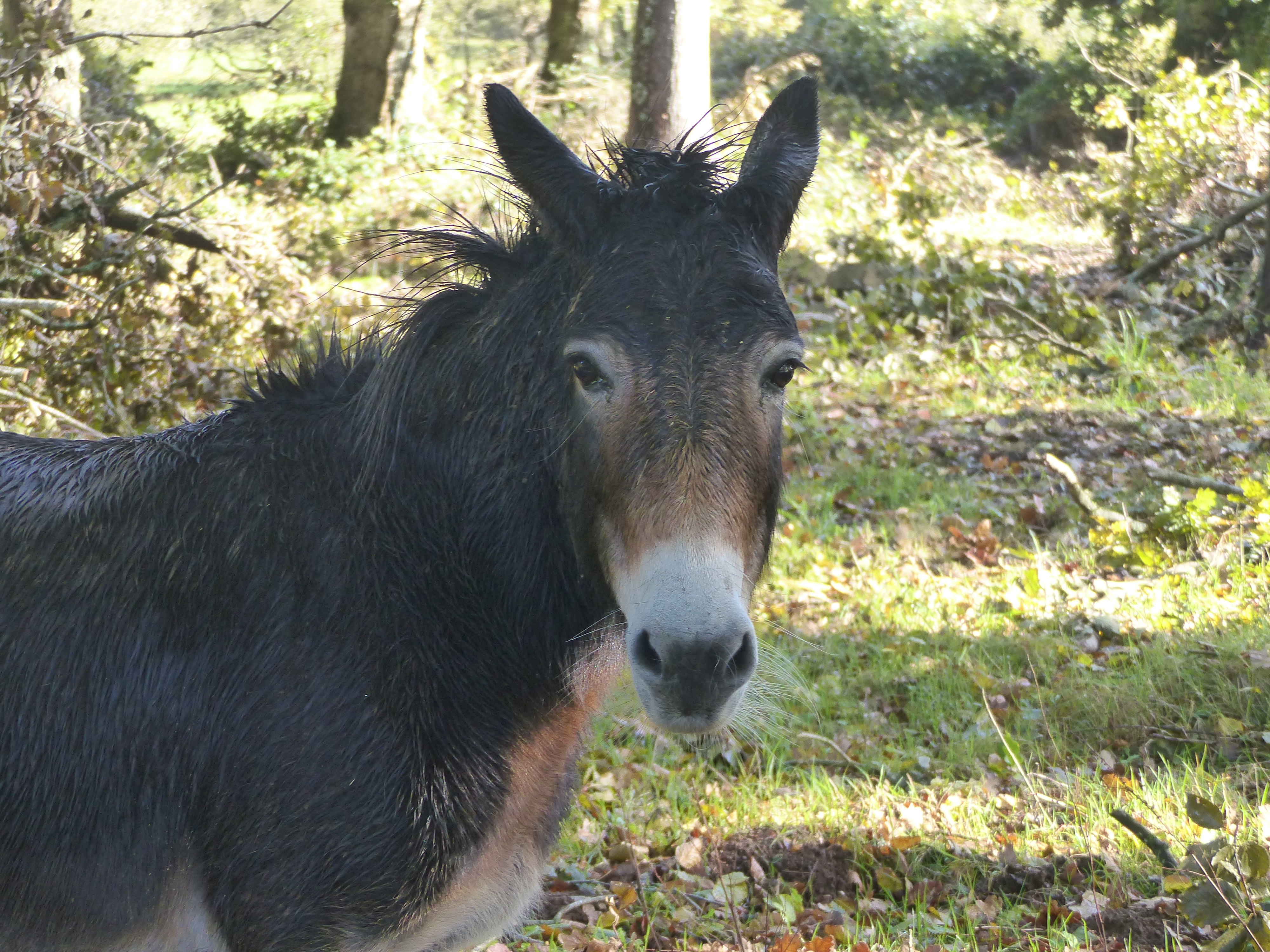
Tête et avant-main.
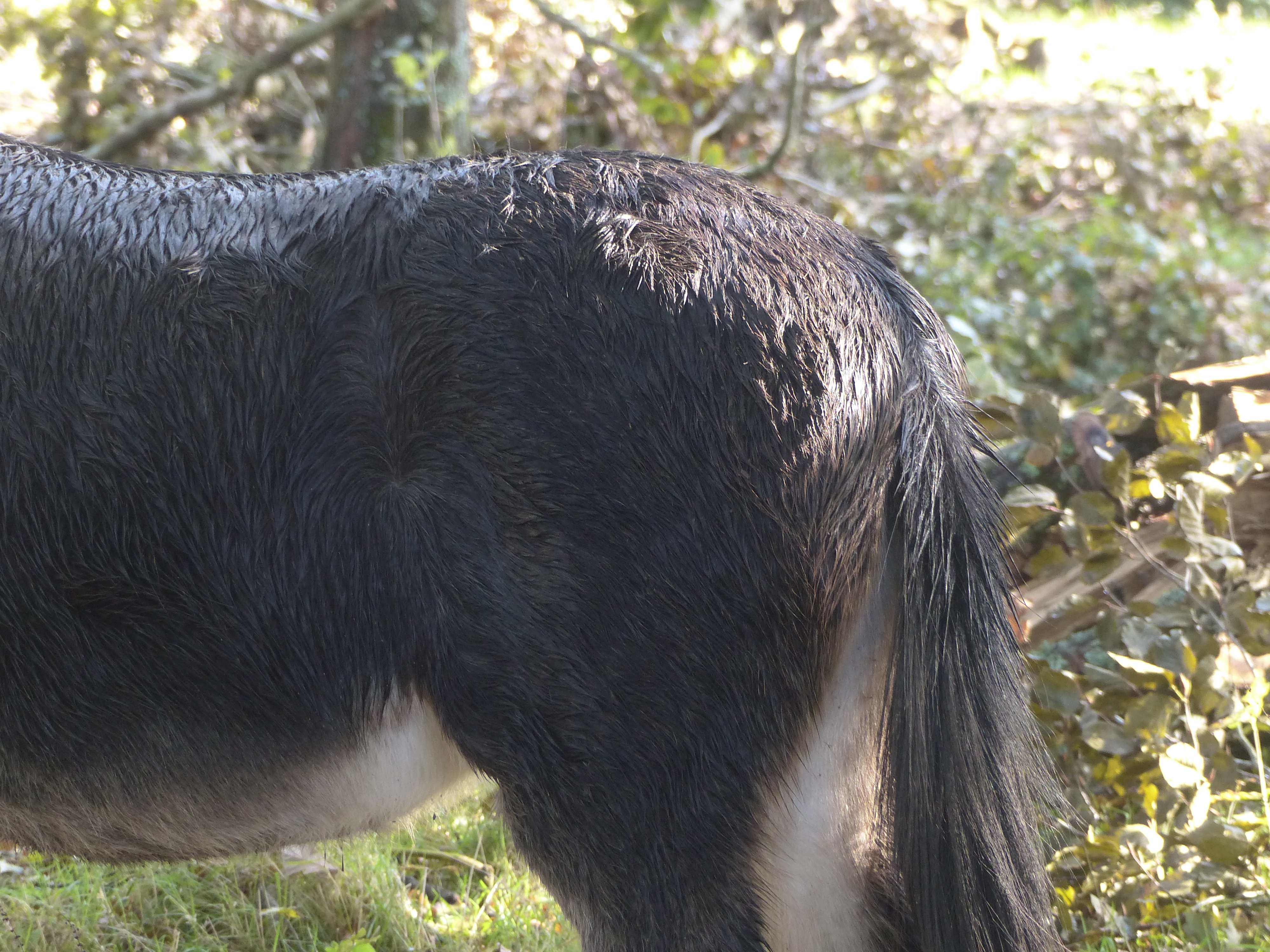
Queue et croupe.

### Taille

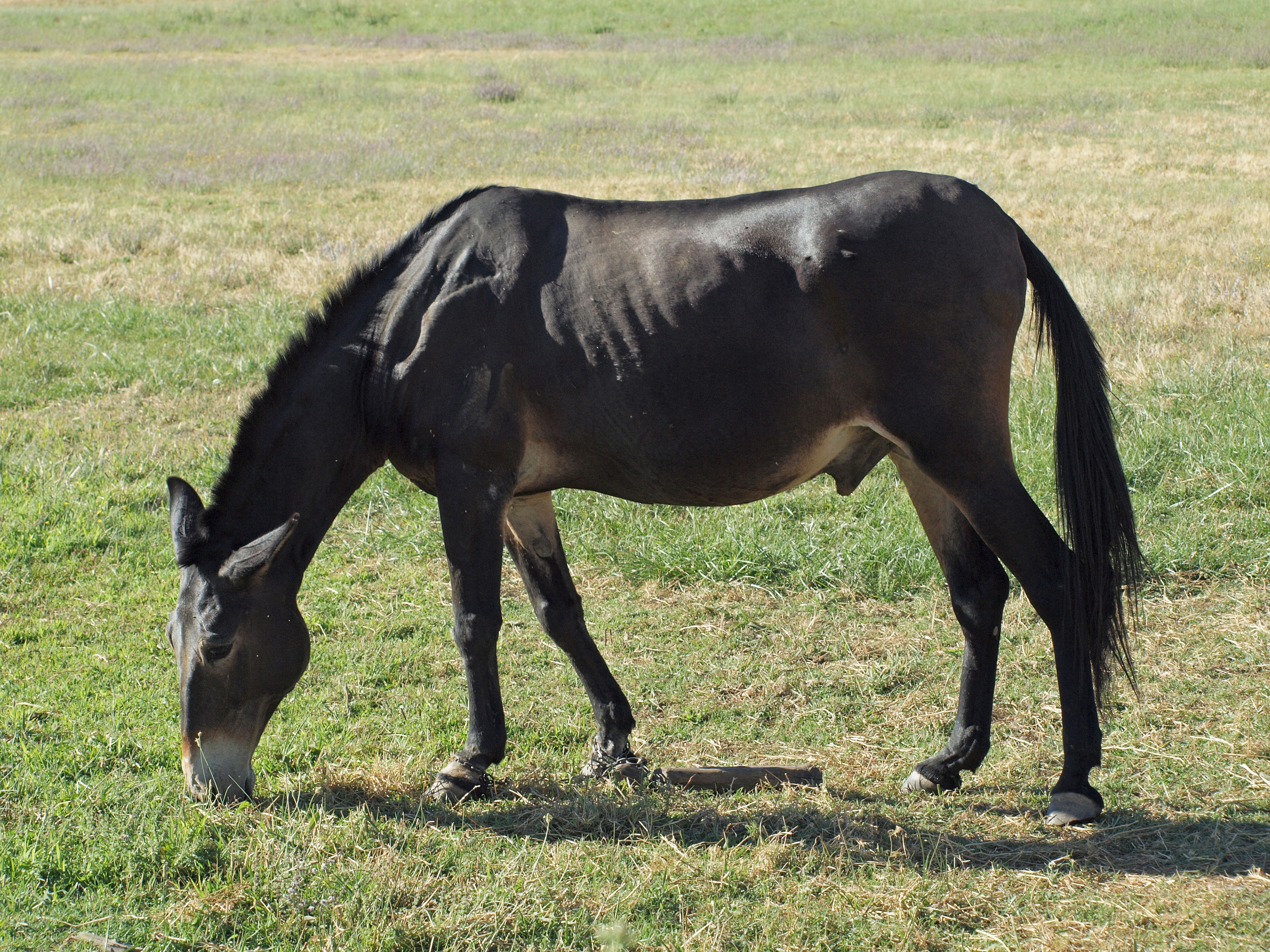
Le mulet, comme ici, est généralement un peu plus grand que le bardot, et se distingue aussi par des oreilles plus longues et par une croupe moins ronde.

La taille du bardot dépend de celle de ses deux parents, ânes et chevaux pouvant présenter une large variation, de 70 cm pour les plus petites races d'ânes à 1,80 m pour les plus grands chevaux. Le bardot est toutefois plus petit en moyenne que le mulet. La question de la détermination de sa taille a fait couler beaucoup d'encre. La plupart des spécialistes arguent que cette différence est purement physiologique, en raison de la taille plus réduite de l'ânesse comparativement à la jument, l'ânesse ne pouvant mettre bas qu'un animal plus petit que celui que ferait naître une jument. Une autre possibilité est d'ordre génétique, mais l’American Donkey and Mule Society pense que l'héritage génétique du bardot est exactement le même que celui de la mule. Sa taille serait avant tout déterminée par celle de l'ânesse qui le met bas.

### Robe

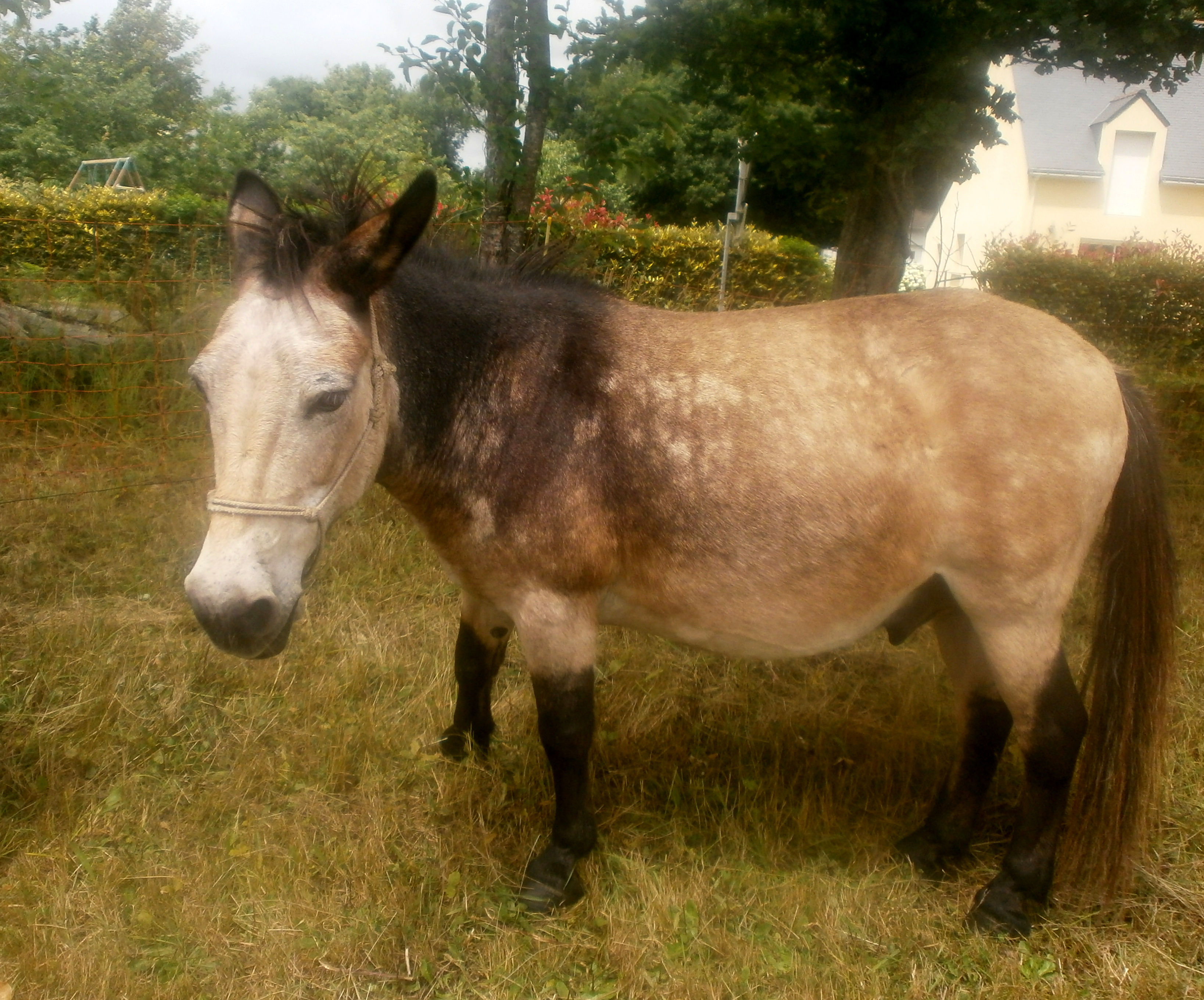
Bardot de petite taille, à Saint-Guyomard en Bretagne.

La robe du bardot semble être le plus souvent claire, proche visuellement du blanc, bien qu'en théorie toutes les combinaisons de robes héritées des deux parents soient possibles. Ainsi, au XIXe siècle, Louis Gossin les décrit au contraire comme de robe bai clair à bai-brun foncé, avec une raie de mulet sur le dos. La robe pie tobiano est impossible, puisque sa transmission ne s’effectue pas de manière complète entre le cheval et le bardot, ce dernier héritant le plus souvent de quatre hautes balzanes et d'une queue blanche.

### Cri
Selon certains auteurs, le bardot préfère vocaliser sur le hennissement du cheval plutôt que sur le braiment de l'âne. Homéric, entre autres, signale qu'il emploie le hennissement plus fréquemment, tandis que le mulet braie plus volontiers. D'autres auteurs affirment que son cri est un mélange de celui de ses deux parents. De manière générale, le cri du bardot, même son braiment, serait différent à l'oreille de celui du mulet.

## Écologie et comportement

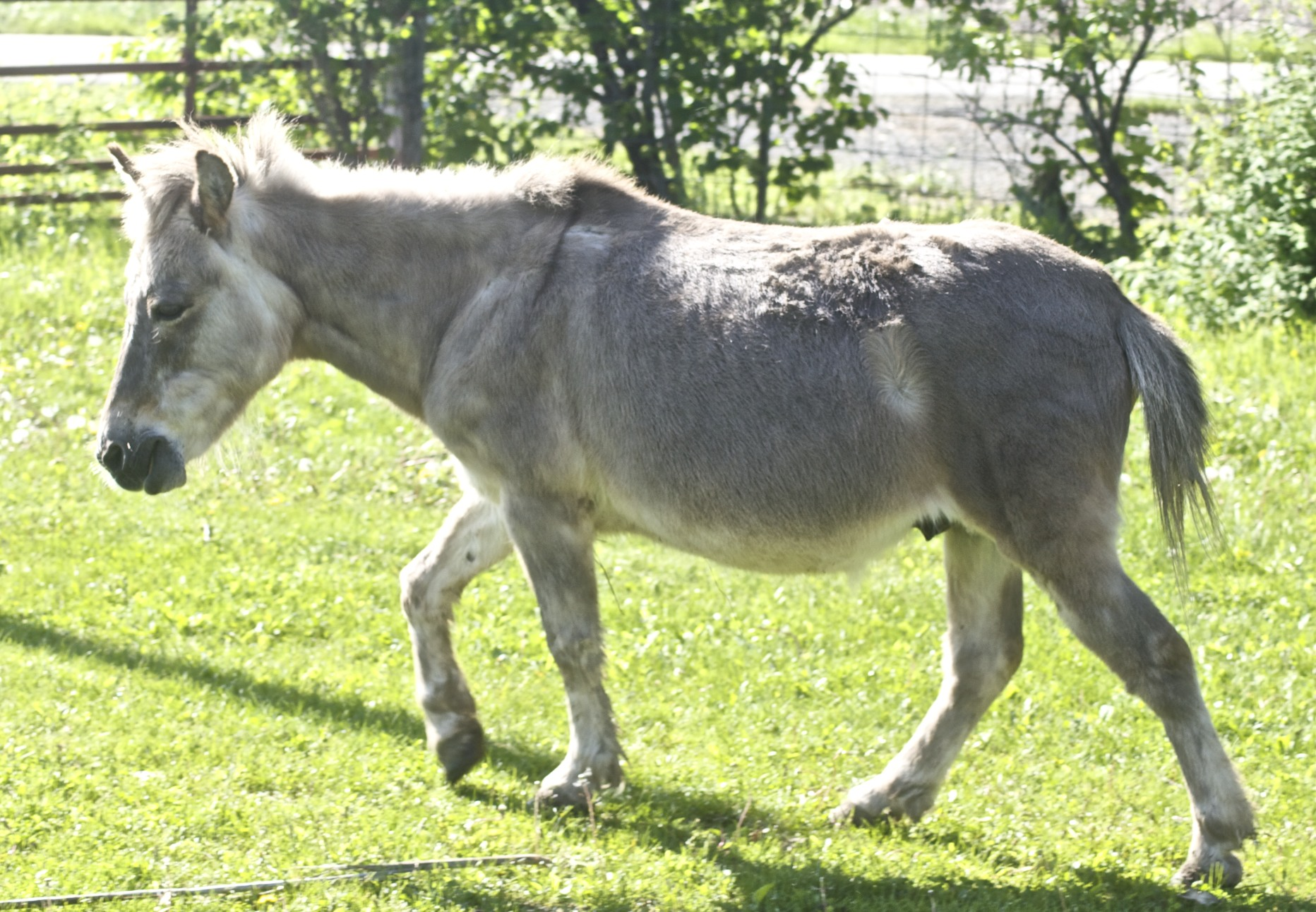
Bardot de robe grise, au pas.

Le bardot est l'un des équidés les moins connus. Bien que des naissances puissent se produire exceptionnellement dans la nature lorsque des troupeaux de chevaux et d'ânes partagent un même territoire, la plupart de ces animaux sont issus d'élevages d'origine humaine, généralement de manière accidentelle. Le bardot est réputé moins résistant que l'âne et le mulet, de santé plus fragile,. Comme ses deux parents, c'est un herbivore non-ruminant, qui se nourrit de petites quantités de végétaux tout au long de la journée. Il préfère la compagnie des ânes à celle des chevaux, comportement vraisemblablement issu de l'influence de sa mère.

### Reproduction des parents
Les bardots sont plus difficiles à obtenir que les mulets, et ce pour diverses raisons.

#### Accouplement

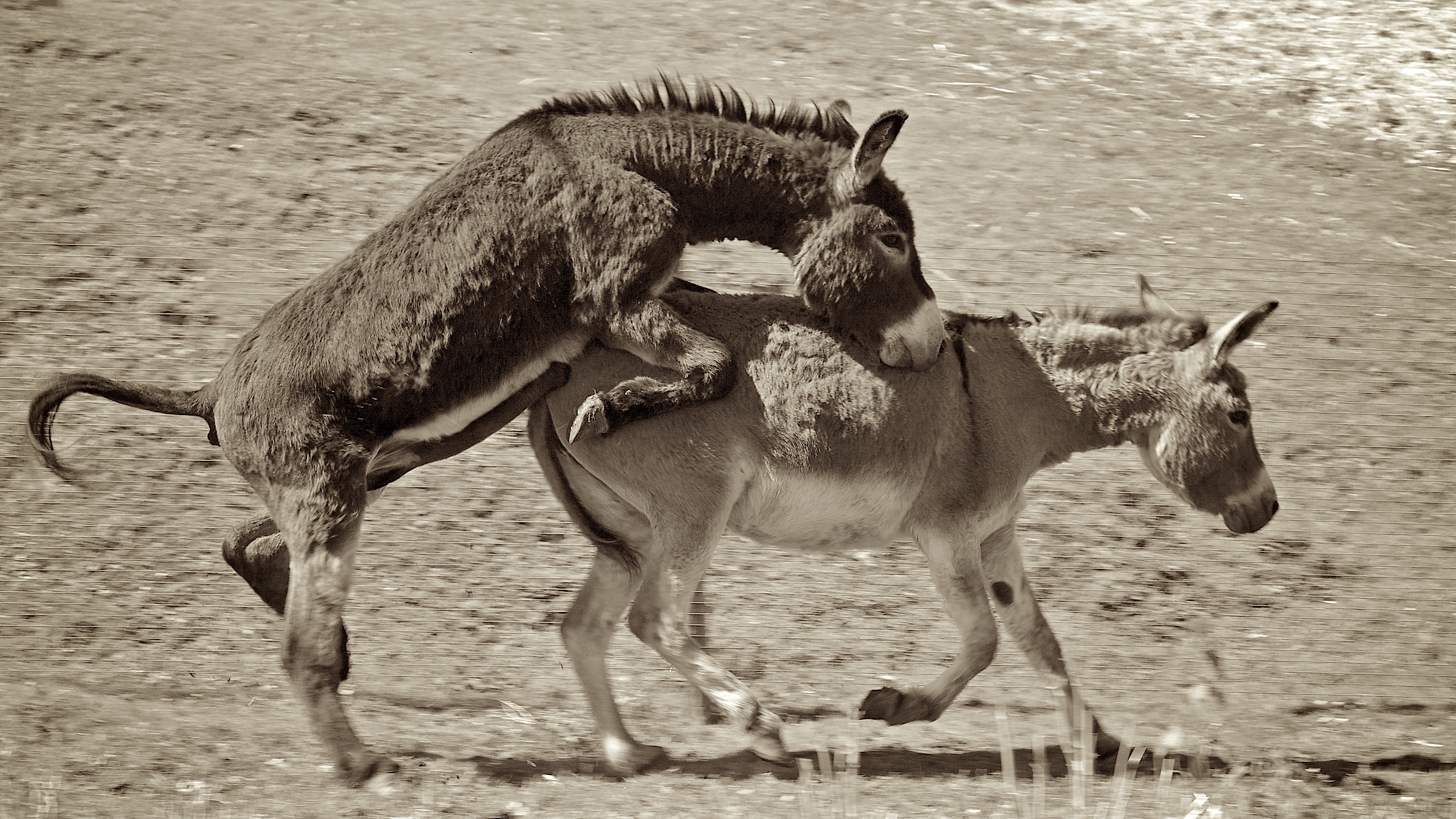
Le rituel d'accouplement de l'âne, animal très actif sexuellement, est peut-être un frein à la naissance des bardots.

L'une d'elles est l'existence d'un rituel d'accouplement propre aux ânes, durant lequel le baudet mord sa partenaire, brait et explore son corps. Si ce rituel ne semble pas être un obstacle à la naissance des mulets, il est possible qu'il freine celle des bardots. Les étalons refusent le plus généralement de saillir des ânesses. Dans tous les cas, l'éleveur qui fait le choix d'une naissance de bardot doit bien veiller à ne pas faire saillir son ânesse par un étalon trop grand ni trop lourd pour elle, le poids de l'étalon sur le dos de l'ânesse pendant l'acte reproducteur pouvant entraîner une déformation permanente, un creusement du dos nommé l'« ensellement ».

#### Fécondité
La fécondité de l'ânesse est inférieure à celle de la jument, il en résulte une importante différence de fertilité entre naissances de mulets et de bardots. Plusieurs études des universités de Cambridge et Cornell, sur des ânesses et des étalons (dont des étalons poneys) hautement féconds, montrent un taux de fécondité de seulement 14,4 % pour obtenir un bardot,. Un autre ouvrage, non scientifique, affirme qu'une saillie sur dix seulement aboutira à la naissance d'un bardot.
Cette difficulté peut provenir de la différence dans le nombre de chromosomes du cheval et de l'âne. Selon l'ADMS (American donkeys and mules society) et d'autres sources, l'hybride est plus facile à obtenir quand l'espèce ayant le plus petit nombre de chromosomes, en l’occurrence l'âne, est le mâle reproducteur,.

#### Gestation et mise bas
La durée de gestation est de trois cent cinquante jours en moyenne, légèrement inférieure à la durée habituelle chez l'ânesse, qui est de trois cent soixante-quatorze jours. Une nouvelle difficulté est la fréquence élevée des avortements. La gestation d'un bardot entraîne des modifications immunologiques et hormonales chez l'ânesse, par rapport à une naissance d'ânon. La sécrétion de progestérone augmente, et entraîne une hypertrophie des ovaires. L’ânesse gestante produit ses anticorps cytotoxiques contre les antigènes de lymphocytes issus de l’étalon vers le 47e jour. Elle produit également six à huit fois plus d'hormones gonadotropes chorioniques que lors d'une gestation asine, avec un pic entre cinquante et soixante jours.
La naissance d'un bardot trop gros par rapport à la mère, en plus de poser de nouvelles difficultés (césarienne, etc.), peut se produire avant son terme.

### Stérilité
Comme la plupart des hybrides, le bardot est statistiquement stérile en raison du nombre impair de ses chromosomes. Le cheval possédant soixante-quatre chromosomes (trente-deux paires) et l'âne soixante-deux (trente-et-une paires), le bardot en a soixante-trois ; il hérite d'un système reproducteur incomplet. En termes scientifiques, cette stérilité résulte « des irrégularités d’appariement des chromosomes au stade pachytène, dues aux différences de caryotypes entre les espèces parentales »,. Le bardot mâle possède un faible nombre de cellules germinales dans ses testicules et donc très peu de spermatozoïdes, toujours plus petits que ceux des étalons et des baudets. La femelle peut présenter des cycles œstraux et exceptionnellement, des ovulations, mais la probabilité pour qu'un ovocyte de bardot trouve un complément de chromosomes qui lui permette le développement d'un embryon apparaît très faible.
Des ouvrages littéraires et historiques relatent depuis longtemps des cas de mulets et de bardots qui auraient pu se reproduire, de l'ordre de un sur un million. Les scientifiques considèrent ces cas avec scepticisme. Les observations peuvent provenir d'adoptions spontanées de bébés équidés par des mules et des bardots capables d'allaiter,. Des analyses effectuées sur des animaux prétendument hybrides et fertiles ont d'ailleurs montré qu'il s'agissait de chevaux ou d'ânes à la morphologie inhabituelle.
Plusieurs cas étudiés scientifiquement, notamment en Chine (en 1988 et 1989) et aux États-Unis, prouvent toutefois que la reproduction de ces animaux est possible, bien qu'extrêmement rare,. Une femelle bardot chinoise a donné un petit avec un père âne. Il possède un mélange de chromosomes d’âne et de cheval. Sa viabilité suggère que Equus caballus et Equus asinus sont très proches génétiquement,. De nouvelles études sont nécessaires pour connaître le mécanisme qui donne des hybrides fertiles, mais les études les plus récentes mettent en évidence différents degrés de fertilité possibles chez des femelles bardot, qui pourraient donner naissance à un petit par accouplement avec un étalon ou un âne.
Bien qu'aucune étude ni aucun cas n'ait été documenté chez les mâles, la possibilité de bardots mâles fertiles n'est pas à écarter. Il est cependant déconseillé de garder les bardots mâles entiers (la stérilité n'empêchant pas le comportement typique des mâles), puisque l'animal ne sera a priori pas un reproducteur, et peut présenter un comportement sexuel dangereux pour l'être humain.

## Le bardot et l'Homme

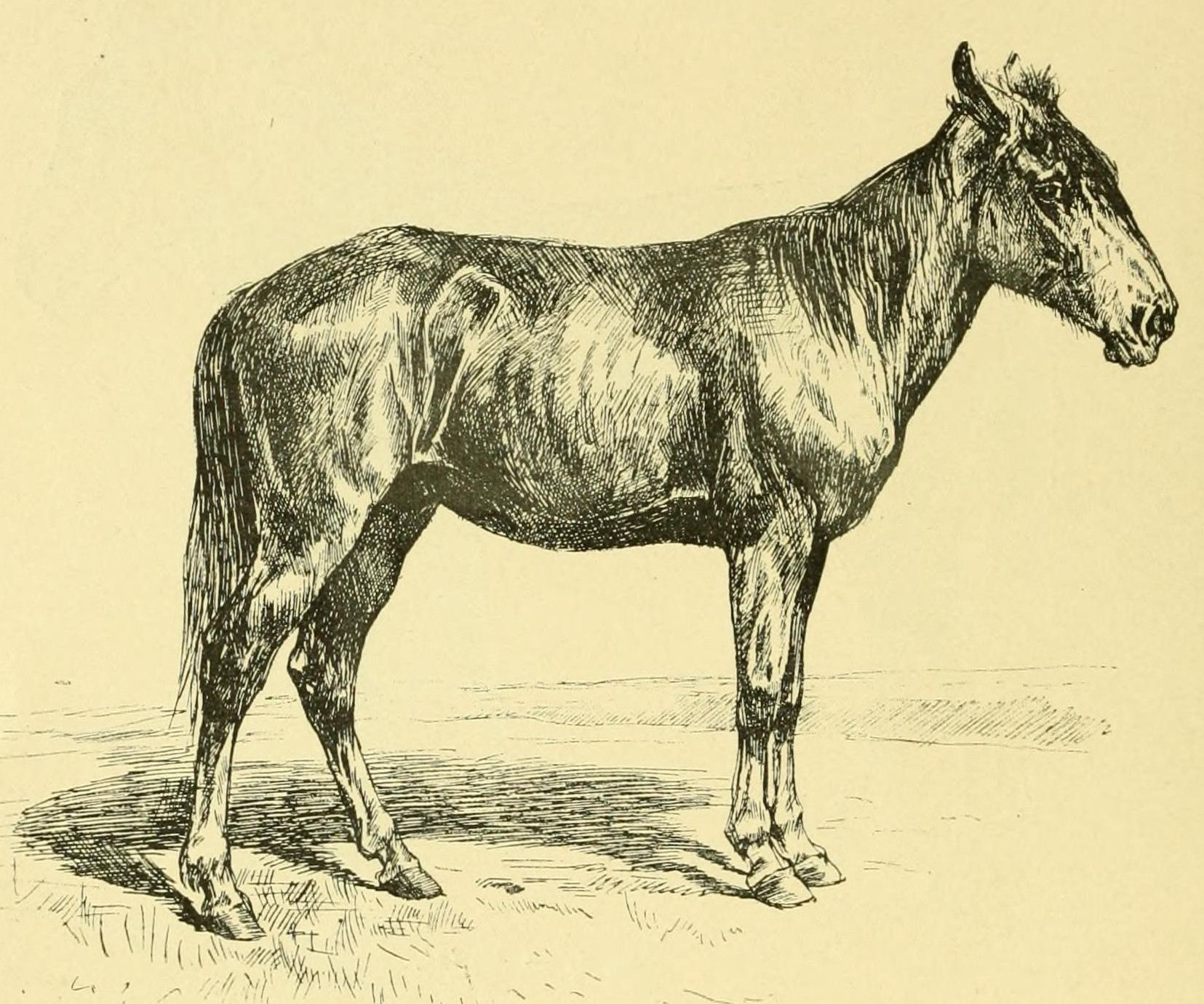
Bardot tel que représenté dans Les races chevalines, 1898.

Les hybrides issus de croisements entre Equus caballus et Equus asinus, bardots et mulets, sont les seuls parmi la famille des Équidés qui aient été réellement exploités par l'Homme. Le bardot est toutefois très peu mentionné par les sources historiques. Il semblerait que les anciens Égyptiens, connus pour avoir produit des mulets, aient également employé des bardots à la traction. Mais l'animal est si rare que l'hippologue du XIXe siècle Eugène Gayot pense qu'il est un mythe « puisqu'on n'en voit nulle part ». En 1834, l'hippologue Louis-Furcy Grognier le décrit comme :

« [...] rarement plus grand que sa mère, souvent il est plus petit. Ses formes sont plus ignobles ; sa tête est plus étroite et plus longue ; les oreilles moins longues sont plus mal placées ; l'encolure plus mince, le dos plus voûté, la croupe plus tranchante, les jambes plus fournies ; la queue est plus garnie de crins, et il hennit comme le cheval, au lieu de braire comme l'âne et même le mulet. Ce caractère dans la voix et l'abondance des crins est ce qui le rapproche le plus de son père le cheval. Il tient de sa mère l'ânesse par la taille et, en grande partie, par la conformation. Il est moins fort que le mulet, même en proportion de la taille ; et il est plus vicieux. On ne peut avoir aucun intérêt à produire cette sorte de bâtard. »

— Louis-Furcy Grognier, 
Précis d'un cours de multiplication et de perfectionnement des principaux animaux domestiques

### Dénomination
Le nom français « bardot » est attesté en 1367 pour désigner une « bête de somme, petit mulet, produit du cheval et de l'ânesse ». Autrefois, le muletier qui passait en tête était exempté de droit de péage, d'où l'expression du XVIe siècle « passer pour bardot », qui signifie « passer sans payer ». On trouve également la forme « bardeau ». Le nom pourrait provenir de l'italien bardotto et de l'espagnol albarda, « bât », avec influence possible du provençal bardo, désignant une sorte de bât. En latin, l'animal porte un nom très différent, hinnus, probable emprunt au grec qui désigne un cheval défectueux, avec influence du verbe hinnire, qui désigne le hennissement, en raison de son cri.
En français, le mâle est appelé bardot, la femelle (plus rarement) « bardote », ou « bardine ». D'autres sources affirment qu'il n'existe pas de nom précis pour la femelle, d'autant moins que le sexe de l'animal a peu d'importance du fait de sa stérilité.
En anglais, le bardot est nommé hinny, le mâle étant un horse hinny et la femelle une mare hinny.

### Utilisations
Du fait de ses qualités au travail réputées inférieures à celles du mulet, le bardot ne semble pas avoir eu de réel rôle dans l'économie humaine,,, et n'a jamais fait l'objet d'un élevage spécifique. Au XIXe siècle, il est parfois employé par les charbonniers, les mineurs et les marchands de bois, qui lui préfèrent généralement le mulet.
Il se révèle peu populaire puisqu'il est réputé ne posséder ni la force du cheval, ni le caractère placide de l'âne. D'autres réticences tiennent probablement à sa taille plus réduite que celle du mulet, ou à sa moindre rusticité.
Toutefois, au début du XXIe siècle, certains éleveurs et spécialistes le décrivent comme comparable au mulet quant au caractère, plus rapide et plus amical que le cheval,. Du point de vue des utilisations équestres, le bardot peut théoriquement participer aux mêmes compétitions que celles qui sont réservées aux mulets aux États-Unis, puisqu'il est classé dans la même catégorie que ces derniers : bardots et mulets n'y sont pas distingués sur le papier.

### Diffusion de l'élevage

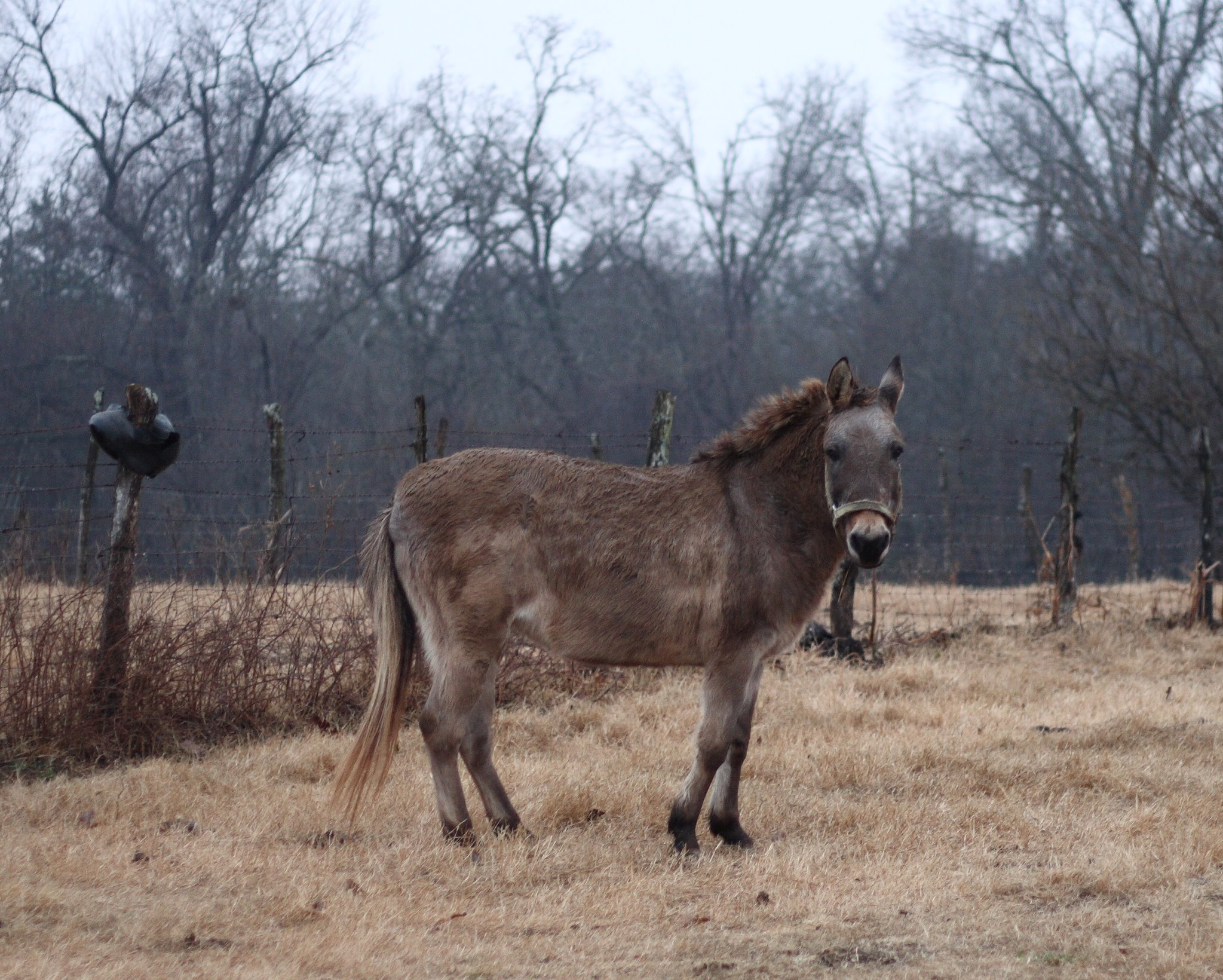
Un bardot âgé dans l'Oklahoma.

Le naissance d'un bardot, animal réputé peu rentable et donc peu apprécié, est rarement volontaire ; elle relève le plus souvent de l'accident de pâture,. Aucune association ne s'est jamais constituée pour défendre la reproduction ou l'utilisation de ces animaux hybrides.
Au XIXe siècle, l'hippologue Eugène Gayot affirme que la saillie d'une ânesse par un étalon « ne peut être que le résultat du hasard ». André Sanson la qualifie lui aussi d'« accidentelle ». Certains auteurs, comme Louis Gaussin, signalent leur présence ponctuelle « dans les pays pauvres » où les ânesses semi-sauvages sont parfois saillies par des étalons de passage. Le bardot possède alors « plus de valeurs que ses deux parents, bien qu'il reste médiocre ». Au début du XXe siècle, le professeur Dechambre signale leur présence en Sicile et, d'après Lætitia Bataille, il s'en trouvait dans tout le bassin méditerranéen.
La difficulté à en faire naître (14,4 % de taux de fécondité) est un frein à la diffusion de son élevage, tout comme la rareté (notamment aux États-Unis) des ânes par rapport aux chevaux dans certains pays, un baudet pouvant servir un grand nombre de juments, tandis que les naissances de bardots sont limitées par le nombre d'ânesses disponibles. Toutefois, l'attirance des propriétaires d'équidés pour tout ce qui est « rare et difficile à obtenir » peut laisser supposer que des naissances continueront à se produire.

### Dans la culture
En Russie, Le Bardot enchanté est un conte merveilleux issu des traditions orales des communautés roms. Ce petit animal, accroché à la queue d'un cheval, est acheté par un nomade pour son fils. Il le sauve de sa belle-mère puis gagne un royaume enchanté où son jeune cavalier vient en aide à une princesse qu'il épouse.
Le bardot est mentionné dans la pièce Tous ceux qui tombent de Samuel Beckett. Le charretier Christy utilise l'un de ces animaux pour tracter son fumier et le frappe. Il croise le personnage de Maddy Rooney, qui ressent une sorte de jouissance (probablement de nature sexuelle selon les auteurs Dirk Van Hulle et Mark Nixon) à voir l'animal ainsi battu. Maddy raconte ensuite que le Christ a fait son entrée à Jérusalem sur le dos d'un bardot et s'identifie à l'animal car, comme lui, il ne procrée pas. D'après Daniel Albright, Beckett traite le bardot comme une « convergence ratée » entre l'âne et le cheval.
Dans le roman de Fred Vargas Sans feu ni lieu, le bardot est au centre d'un quiproquo puisqu'un homme croit obtenir un mulet en croisant un étalon avec une ânesse. Il est également au centre du roman pour la jeunesse de Heather Grovet, Beanie, the Horse that was Not a Horse, et dans quelques romans paysans.